# Лукшин, Василий Андреевич
Лукшин, Василий Андреевич (1912—1967) — советский государственный и военный деятель, сотрудник органов государственной безопасности, генерал-майор (1954). 
- Окончил Горьковский университет. С 1941 г. служил в РККА.
- С августа 1947 года заместитель заведующего Отделом административных и торгово-финансовых органов ЦК ВКП(б) - КПСС.
- С 25 марта 1954 г. заместитель председателя КГБ СССР[2] и начальник 8-го Главного управления КГБ СССР.
- С марта 1961 года — начальник Особого отдела КГБ Северной группы войск СССР.

Погиб в мае 1967 года при исполнении служебных обязанностей. Похоронен на Новодевичьем кладбище.